# Inno al Re
Inno al Re (en español "Himno al Rey"), compuesta por Giovanni Paisiello en 1787, fue el himno nacional del reino del sur de Europa de las Dos Sicilias desde 1816 hasta la unificación italiana en 1861.

## Letra
Estas son las letras que se usaron durante la época del reino. En el ejemplo, debajo, el nombre de Fernando podría ser reemplazado por el rey Borbón que gobernara las Dos Sicilias en ese momento. El "doble trono de sus padres" es una referencia al hecho de que Nápoles y Sicilia eran dos reinos, de ahí el nombre del país "Dos" Sicilias.
| letras italianas Iddio conservi il Re per lunga e lunga età ven nel cor ci sta Viva Fernando el Re! Iddio lo serbio al duplice trono dei padri suoi Iddio lo serbi a noi! Viva Fernando el Re! | Traducción en español Dios salve al rey Por un largo, largo tiempo como el esta en nuestros corazones ¡Viva Fernando, el rey! Dios lo guarde al doble trono de sus padres ¡Dios nos lo guarde! ¡Viva Fernando, el rey! |

## "Regreso del pasado"
El compositor napolitano Riccardo Pazzaglia ha escrito un nuevo conjunto de letras para acompañar la composición original. Esta variación del himno se conoce como Ritornati dal passato, que significa Regreso del pasado . Ha sido adoptado oficialmente como el himno del movimiento de independencia de las Dos Sicilias en el sur de Italia llamado "Movimento Neoborbonico" (7 de septiembre de 1993). A continuación se encuentran las letras escritas por Riccardo Pazzaglia;
| letras italianas Dio ti salvi, cara patria che ti distendi in questo antico mare d'eroi, millenaria culla del pensiero che nacque en Grecia e in questa terra rifiorí. Cancellata dalla Storia, le tue bandiere vengono rialzate da noi. Sulle sacre torri di Gaeta scriviamo ancora la parola: Dignita. Soldato del Volturno che cadesti qui, nessuno por ciento il nome tuo scolpí. Dai figli che visti non hai l'onore tu riavrai. Ritornati dal passato, chi in noi crederà stavolta vincerà. Va avanti, tamburino, suona ven allor: asentimiento la fortuna non manco il valor. Il Fato che un dí ci tradí adesso ci riuni. Ritornati dal passato, chi in noi creerá Stavolta Vincera. | Traducción en español Dios te salve patria querida que se extiende en este antiguo mar de héroes, cuna del pensamiento que, nacido en Grecia , en esta tierra floreció de nuevo. Borrado de la historia, una vez más ondeamos sus banderas. En las torres sagradas de Gaeta volvemos a escribir la palabra: Dignidad. Soldado del Volturno , tú que aquí caíste, nadie por cien años ha grabado tu nombre. Los niños que nunca conociste te devolverá el honor. De vuelta del pasado, los que crean en nosotros esta vez ganarán. Adelante, baterista, golpea como lo hiciste una vez: sin suerte pero no sin coraje. El destino que nos traicionó ahora nos reúne. De vuelta del pasado los que creen en nosotros esta vez ganará. |

## enlaces externos
- Inno al Re - himno de las Dos Sicilias

- Datos: Q1093864